# Isaac Robelin (1631-1709)
Pour les articles homonymes, voir Robelin et Isaac Robelin.
Isaac Robelin, dit Robelin de Saint-Omer, né en 1631 et mort à Calais le 27 juin 1709, est un ingénieur militaire français et un des principaux collaborateurs de Vauban.
Il participe aux fortifications de Saint-Omer. Vauban le nomme, comme inspecteur général des travaux, à la direction des travaux du canal de l'Eure,, dont Louvois l'a chargé de la réalisation. Vauban essaie de le faire rentrer à l'Académie des sciences mais sans succès, peut-être à cause de ses origines familiales protestantes. Son neveu Charles Robelin lui succède en 1705 comme directeur des fortifications de Saint-Omer. 
Son fils Isaac Robelin (1660-1728) est également un ingénieur militaire et le directeur des fortifications de Franche-Comté et Bretagne. 